# Dawson County (Georgia)
Das Dawson County ist ein County im Bundesstaat Georgia der Vereinigten Staaten. Der Verwaltungssitz (County Seat) ist Dawsonville.

## Geographie
Das County liegt im Norden von Georgia, ist etwa 50 km von der Grenze zu Tennessee entfernt und hat eine Fläche von 554 Quadratkilometern, wovon acht Quadratkilometer Wasserfläche sind, und grenzt im Uhrzeigersinn an folgende Countys: Lumpkin County, Hall County, Forsyth County, Cherokee County, Pickens County und Gilmer County.
Das County ist Teil der Metropolregion Atlanta.
Der höchste Punkt des Countys ist der Black Mountain mit einer Höhe von 1.100 m. Er liegt im Chattahoochee National Forest auf der Grenze vom Gilmer County und ist Teil der Blue Ridge Mountains. Der Amicalola Falls Wasserfall, der zu den Sieben Naturwundern von Georgia zählt und der höchste Wasserfall östlich des Mississippi ist, befindet ebenfalls in Dawson County.

## Geschichte
Dawson County wurde am 3. Dezember 1857 als 118. County in Georgia aus Teilen des Lumpkin County, des Gilmer County und des Forsyth County gebildet. Benannt wurde es ebenso wie Dawsonville nach William Crosby Dawson, einem Richter und Kommandeur einer Brigade im Indianerkrieg und Kongress-Mitglied.

## Demografische Daten
Laut der Volkszählung von 2010 verteilten sich die damaligen 22.330 Einwohner auf 8.433 bewohnte Haushalte, was einen Schnitt von 2,61 Personen pro Haushalt ergibt. Insgesamt bestehen 10.425 Haushalte.
75,8 % der Haushalte waren Familienhaushalte (bestehend aus verheirateten Paaren mit oder ohne Nachkommen bzw. einem Elternteil mit Nachkomme) mit einer durchschnittlichen Größe von 2,97 Personen. In 33,0 % aller Haushalte lebten Kinder unter 18 Jahren sowie in 26,3 % aller Haushalte Personen mit mindestens 65 Jahren.
25,0 % der Bevölkerung waren jünger als 20 Jahre, 24,2 % waren 20 bis 39 Jahre alt, 29,2 % waren 40 bis 59 Jahre alt und 21,7 % waren mindestens 60 Jahre alt. Das mittlere Alter betrug 41 Jahre. 50,0 % der Bevölkerung waren männlich und 50,0 % weiblich.
95,6 % der Bevölkerung bezeichneten sich als Weiße, 0,5 % als Afroamerikaner, 0,4 % als Indianer und 0,6 % als Asian Americans. 1,6 % gaben die Angehörigkeit zu einer anderen Ethnie und 1,4 % zu mehreren Ethnien an. 4,1 % der Bevölkerung bestand aus Hispanics oder Latinos.
Das durchschnittliche Jahreseinkommen pro Haushalt lag bei 54.457 USD, dabei lebten 15,8 % der Bevölkerung unter der Armutsgrenze.

## Kultur und Sehenswürdigkeiten

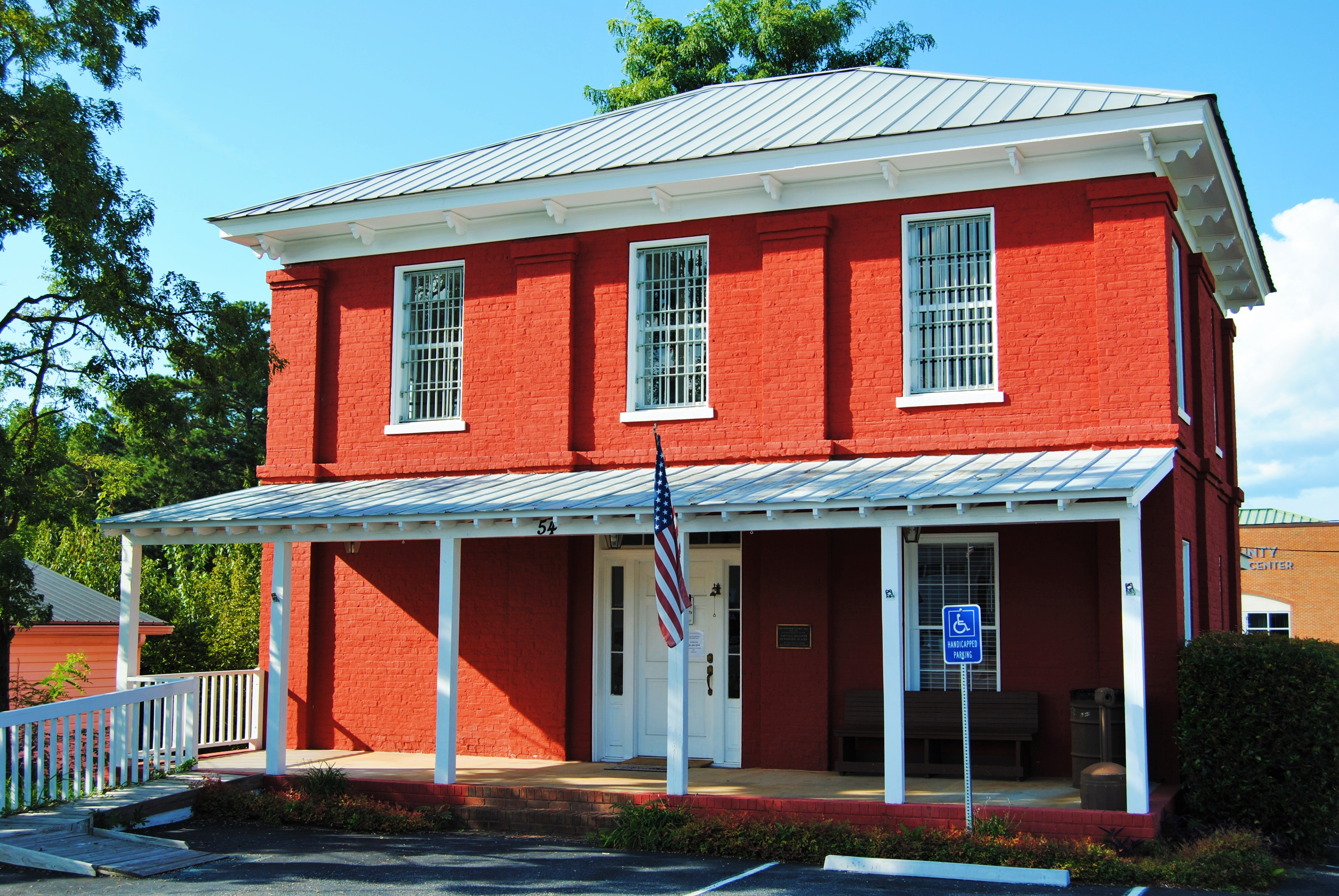
Das Dawson County Jail in Dawsonville (2014). Das ehemalige Countygefängnis entstand im Jahr 1881 im Stile des Italianate und wurde mehrfach umgebaut. Es war das dritte Gefängnis in der Geschichte des County. Im September 1985 wurde es als zweites Objekt im County in das NRHP eingetragen.

Drei Bauwerke im Dawson County sind im National Register of Historic Places („Nationales Verzeichnis historischer Orte“; NRHP) eingetragen (Stand 28. September 2023), neben dem ehemaligen Gerichts- und Verwaltungsgebäude sind dies das frühere Countygefängnis und das Boyd and Sallie Gilleland House.

## Orte im Dawson County
Orte im Dawson County mit Einwohnerzahlen der Volkszählung von 2010:
City:
- Dawsonville (County Seat) – 2.536 Einwohner